# AHL 2020/21
Die Saison 2020/21 war die 85. Spielzeit der American Hockey League (AHL). Sie begann am 5. Februar 2021, endete am 29. Mai 2021 und war ebenso wie die abgebrochene Vorsaison 2019/20 maßgeblich von der anhaltenden COVID-19-Pandemie beeinflusst. Anfang Januar 2021 wurde bekannt gegeben, dass mit den Charlotte Checkers, Milwaukee Admirals und Springfield Thunderbirds drei Teams aussetzen und somit 28 Mannschaften aktiv an der Spielzeit teilnahmen. Diese traten in fünf neu zusammengesetzten Divisions an, während auch weitere Einzelheiten wie zu bestreitende Spiele oder Heimspielstätten diversen Änderungen unterlagen. Im Verlauf entschloss sich die AHL dazu, den Calder Cup in diesem Jahr erneut nicht auszuspielen, während es man den Divisions selbst überließ, im Sinne von Playoffs einen Division-Sieger auszuspielen, was letztlich nur die Pacific Division tat.

## Änderungen
Die Vegas Golden Knights aus der National Hockey League (NHL) kauften das Franchise der San Antonio Rampage und siedelten es zur Saison 2020/21 nach Henderson im US-Bundesstaat Nevada um. Dort fungieren die Henderson Silver Knights fortan als Farmteam der Golden Knights, während sich weitere Kooperationen zwischen NHL und AHL in einer Art Ringtausch veränderten, der in der Tabelle dargestellt ist. Vollständig wird dieser jedoch erst zur Spielzeit 2021/22 umgesetzt, da die Charlotte Checkers, Milwaukee Admirals und Springfield Thunderbirds in dieser Saison aussetzten. Die St. Louis Blues gaben derweil bereits bekannt, ihre AHL-Spieler in diesem Jahr bei den Utica Comets einzusetzen. Wenig später kamen auch die Florida Panthers mit den Syracuse Crunch und die Nashville Predators mit den Chicago Wolves in gleicher Weise überein.
| Team                     | Neuer NHL-Partner    | Vorheriger NHL-Partner |
| Henderson Silver Knights | Vegas Golden Knights | St. Louis Blues        |
| Chicago Wolves           | Carolina Hurricanes  | Vegas Golden Knights   |
| Charlotte Checkers       | Florida Panthers     | Carolina Hurricanes    |
| Springfield Thunderbirds | St. Louis Blues      | Florida Panthers       |

Darüber hinaus bestritten sechs Teams ihre Heimspiele nicht in ihren üblichen Heimspielstätten, sondern spielten zeitweise in räumlicher Nähe zu ihren NHL-Kooperationspartnern: Die Binghamton Devils in Newark, die Rocket de Laval in Montreal, die Ontario Reign in El Segundo, die Providence Bruins in Marlborough, die San Diego Gulls in Irvine sowie die Stockton Heat in Calgary. Für Stockton bedeutete dies einen Wechsel in die Canadian Division, die analog zur NHL alle kanadischen Mannschaften umfasst, um grenzüberschreitende Partien zu vermeiden.

## Reguläre Saison
In folgenden Divisions wurde in der Saison 2020/21 vorübergehend gespielt. Dabei unterschied sich die Anzahl der bestrittenen Partien pro Team zum Teil deutlich, sodass erneut auf die Punktquote als wesentliches Kriterium zurückgegriffen wurde. Die Playoffs um den Calder Cup wurden im Verlauf der Spielzeit ersatzlos abgesagt, während man es den Divisions selbst überließ, im Sinne divisionsinterner Playoffs einen Sieger auszuspielen. Dies tat letztlich nur die Pacific Division, wobei sich die Bakersfield Condors durchsetzten.

### Abschlusstabellen
Abkürzungen: GP = Spiele, W = Siege, L = Niederlagen, OTL = Niederlage nach Overtime, SOL = Niederlage nach Shootout, GF = Erzielte Tore, GA = Gegentore, Pts = Punkte, Pts% = Punktquote

Erläuterungen: Gewinner der Macgregor Kilpatrick Trophy

#### Atlantic Division
| Atlantic Division       | GP | W  | L  | OTL | SOL | GF | GA | Pts | Pts% |
| ----------------------- | -- | -- | -- | --- | --- | -- | -- | --- | ---- |
| Providence Bruins       | 25 | 15 | 6  | 2   | 2   | 78 | 60 | 34  | .680 |
| Hartford Wolf Pack      | 24 | 14 | 9  | 1   | 0   | 82 | 74 | 29  | .604 |
| Bridgeport Sound Tigers | 24 | 8  | 14 | 2   | 0   | 59 | 81 | 18  | .375 |

#### Canadian Division
| Canadian Division   | GP | W  | L  | OTL | SOL | GF  | GA  | Pts | Pts% |
| ------------------- | -- | -- | -- | --- | --- | --- | --- | --- | ---- |
| Laval Rocket        | 36 | 23 | 9  | 3   | 1   | 113 | 87  | 50  | .694 |
| Manitoba Moose      | 36 | 18 | 13 | 3   | 2   | 109 | 102 | 41  | .569 |
| Belleville Senators | 35 | 18 | 16 | 1   | 0   | 102 | 111 | 37  | .529 |
| Toronto Marlies     | 35 | 16 | 17 | 0   | 2   | 111 | 119 | 34  | .486 |
| Stockton Heat       | 30 | 11 | 17 | 2   | 0   | 79  | 95  | 24  | .400 |

#### North Division
| North Division                 | GP | W  | L  | OTL | SOL | GF  | GA  | Pts | Pts% |
| ------------------------------ | -- | -- | -- | --- | --- | --- | --- | --- | ---- |
| Hershey Bears                  | 33 | 24 | 7  | 2   | 0   | 110 | 77  | 50  | .758 |
| Lehigh Valley Phantoms         | 32 | 18 | 7  | 4   | 2   | 96  | 92  | 43  | .672 |
| Syracuse Crunch                | 32 | 19 | 10 | 3   | 0   | 120 | 93  | 41  | .641 |
| Utica Comets                   | 28 | 16 | 11 | 0   | 1   | 89  | 88  | 33  | .589 |
| Wilkes-Barre/Scranton Penguins | 32 | 13 | 13 | 4   | 2   | 92  | 107 | 32  | .500 |
| Rochester Americans            | 29 | 11 | 15 | 2   | 1   | 89  | 116 | 25  | .431 |
| Binghamton Devils              | 35 | 7  | 20 | 5   | 2   | 89  | 237 | 22  | .314 |

Ein Spiel zwischen den Lehigh Valley Phantoms und den Binghamton Devils wurde beim Stand von 1:1 aufgrund der Hygienevorschriften abgebrochen. Das Spiel wurde nicht als abgeschlossen gewertet, während jedoch beide Teams einen Punkt erhielten.

#### Central Division
| Central Division      | GP | W  | L  | OTL | SOL | GF  | GA  | Pts | Pts% |
| --------------------- | -- | -- | -- | --- | --- | --- | --- | --- | ---- |
| Chicago Wolves        | 33 | 21 | 9  | 1   | 2   | 132 | 94  | 45  | .682 |
| Cleveland Monsters    | 29 | 16 | 10 | 1   | 2   | 101 | 86  | 35  | .603 |
| Grand Rapids Griffins | 32 | 16 | 12 | 3   | 1   | 96  | 97  | 36  | .563 |
| Iowa Wild             | 34 | 17 | 13 | 4   | 0   | 107 | 113 | 38  | .559 |
| Texas Stars           | 38 | 17 | 18 | 3   | 0   | 117 | 124 | 37  | .487 |
| Rockford IceHogs      | 32 | 12 | 19 | 1   | 0   | 89  | 115 | 25  | .391 |

#### Pacific Division
| Pacific Division         | GP | W  | L  | OTL | SOL | GF  | GA  | Pts | Pts% |
| ------------------------ | -- | -- | -- | --- | --- | --- | --- | --- | ---- |
| Henderson Silver Knights | 39 | 25 | 13 | 0   | 1   | 125 | 102 | 51  | .654 |
| Bakersfield Condors      | 39 | 24 | 14 | 0   | 1   | 129 | 104 | 49  | .628 |
| San Diego Gulls          | 44 | 26 | 17 | 1   | 0   | 153 | 142 | 53  | .602 |
| San Jose Barracuda       | 36 | 15 | 15 | 4   | 2   | 105 | 127 | 36  | .500 |
| Colorado Eagles          | 34 | 15 | 15 | 3   | 1   | 101 | 104 | 34  | .500 |
| Ontario Reign            | 40 | 17 | 19 | 4   | 0   | 136 | 149 | 38  | .475 |
| Tucson Roadrunners       | 36 | 13 | 20 | 3   | 0   | 103 | 126 | 29  | .403 |

### Beste Scorer
Abkürzungen: Sp = Spiele, T = Tore, V = Assists, Pkt = Punkte, +/− = Plus/Minus, SM = Strafminuten; Fett: Bestwert
| Spieler           | Mannschaft   | Sp | T  | V  | Pkt | +/− | SM |
| ----------------- | ------------ | -- | -- | -- | --- | --- | -- |
| Andrew Poturalski | San Diego    | 44 | 9  | 34 | 43  | −3  | 10 |
| Daniel O’Regan    | Henderson    | 37 | 16 | 21 | 37  | +16 | 4  |
| Cooper Marody     | Bakersfield  | 39 | 21 | 15 | 36  | +17 | 18 |
| Riley Damiani     | Texas        | 36 | 11 | 25 | 36  | +3  | 18 |
| Tyler Benson      | Bakersfield  | 36 | 10 | 26 | 36  | +14 | 30 |
| Chase De Leo      | San Diego    | 37 | 15 | 20 | 35  | +1  | 18 |
| T. J. Tynan       | Colorado     | 27 | 8  | 27 | 35  | −4  | 12 |
| Riley Barber      | Grand Rapids | 32 | 20 | 14 | 34  | +1  | 22 |
| Adam Mascherin    | Texas        | 37 | 18 | 16 | 34  | +1  | 14 |
| Boris Katchouk    | Syracuse     | 29 | 11 | 23 | 34  | +17 | 18 |

Die beste Plus/Minus-Statistik erreichte Ryan McLeod von den Bakersfield Condors mit einem Wert von +23.

### Beste Torhüter
Die kombinierte Tabelle zeigt die jeweils drei besten Torhüter in den Kategorien Gegentorschnitt und Fangquote sowie die jeweils Führenden in den Kategorien Shutouts und Siege.
Abkürzungen: GP = Spiele, TOI = Eiszeit (in Minuten), W = Siege, L = Niederlagen, OTL = Overtime-Niederlagen, GA = Gegentore, SO = Shutouts, Sv% = gehaltene Schüsse (in %), GAA = Gegentorschnitt; Fett: Saisonbestwert
Es werden nur Torhüter erfasst, die mindestens 660 Spielminuten absolviert haben. Sortiert nach bestem Gegentorschnitt.
| Spieler        | Team          | GP | TOI     | W  | L | OTL | GA | SO | Sv%  | GAA  |
| -------------- | ------------- | -- | ------- | -- | - | --- | -- | -- | ---- | ---- |
| Zachary Fucale | Hershey       | 11 | 665:36  | 9  | 2 | 0   | 20 | 1  | 93,2 | 1,80 |
| Logan Thompson | Henderson     | 23 | 1349:37 | 16 | 6 | 1   | 44 | 2  | 94,3 | 1,96 |
| Cayden Primeau | Laval         | 16 | 914:03  | 11 | 4 | 0   | 32 | 2  | 90,9 | 2,10 |
| Zane McIntyre  | Lehigh Valley | 19 | 1079:45 | 11 | 3 | 3   | 42 | 1  | 91,7 | 2,33 |
| Stuart Skinner | Bakersfield   | 31 | 1786:59 | 20 | 9 | 1   | 71 | 2  | 91,4 | 2,38 |
| Pheonix Copley | Hershey       | 15 | 902:25  | 10 | 4 | 1   | 40 | 2  | 89,6 | 2,66 |
| Beck Warm      | Chicago       | 14 | 787:52  | 8  | 4 | 1   | 36 | 2  | 91,4 | 2,74 |
| Hunter Jones   | Iowa          | 19 | 1097:19 | 9  | 9 | 1   | 64 | 2  | 88,6 | 3,50 |

## Vergebene Trophäen

### Mannschaftstrophäen
| Auszeichnung                                                     | Team                |
| ---------------------------------------------------------------- | ------------------- |
| Calder Cup Gewinner der AHL-Playoffs                             | nicht vergeben      |
| Richard F. Canning Trophy Gewinner des Eastern-Conference-Finale | nicht vergeben      |
| Robert W. Clarke Trophy Gewinner des Western-Conference-Finale   | nicht vergeben      |
| Macgregor Kilpatrick Trophy Bestes Team der regulären Saison     | Hershey Bears       |
| Frank S. Mathers Trophy Bestes Team der Canadian Division Anm.   | Rocket de Laval     |
| Norman R. „Bud“ Poile Trophy Bestes Team der Western Conference  | nicht vergeben      |
| Emile Francis Trophy Bestes Team der Atlantic Division           | Providence Bruins   |
| F. G. „Teddy“ Oke Trophy Bestes Team der North Division          | Hershey Bears       |
| Sam Pollock Trophy Bestes Team der Central Division              | Chicago Wolves      |
| John D. Chick Trophy Bestes Team der Pacific Division            | Bakersfield Condors |

### Individuelle Trophäen
| Auszeichnung                                                                                                   | Spieler                               | Team                                  |
| --- | ------------------------------------- | ------------------------------------- |
| Les Cunningham Award MVP der regulären Saison                                                                  | T. J. Tynan                           | Colorado Eagles                       |
| John B. Sollenberger Trophy Bester Scorer                                                                      | Andrew Poturalski                     | San Diego Gulls                       |
| Willie Marshall Award Bester Torschütze                                                                        | Cooper Marody                         | Bakersfield Condors                   |
| Dudley „Red“ Garrett Memorial Award Bester Rookie                                                              | Riley Damiani                         | Texas Stars                           |
| Eddie Shore Award Bester Verteidiger                                                                           | Ryan Murphy                           | Henderson Silver Knights              |
| Aldege „Baz“ Bastien Memorial Award Bester Torhüter                                                            | Logan Thompson                        | Henderson Silver Knights              |
| Harry „Hap“ Holmes Memorial Award Torhüter mit dem geringsten Gegentorschnitt                                  | Pheonix Copley Zachary Fucale         | Hershey Bears                         |
| Louis A. R. Pieri Memorial Award Bester Trainer                                                                | Spencer Carbery                       | Hershey Bears                         |
| Fred T. Hunt Memorial Award Für den Spieler, der durch Fairness, Einsatz und Hingabe herausragt                | Cal O’Reilly                          | Lehigh Valley Phantoms                |
| Yanick Dupré Memorial Award Für den Spieler, der sich durch besonderen Einsatz in der Gesellschaft auszeichnet | die 31 Athletic Trainer der AHL-Teams | die 31 Athletic Trainer der AHL-Teams |
| Jack A. Butterfield Trophy MVP der Calder-Cup-Playoffs                                                         | nicht vergeben                        | nicht vergeben                        |

### All-Star-Teams
Im Gegensatz zu den Vorjahren wurde in dieser Saison kein First bzw. Second AHL All-Star Team gekürt, sondern ein All-Star Team je Division gewählt.
| Atlantic Division | Atlantic Division                            |
| ----------------- | -------------------------------------------- |
| Angriff:          | Morgan Barron – Cameron Hughes – Jakub Lauko |
| Verteidigung:     | Samuel Bolduc – Tarmo Reunanen               |
| Tor:              | Jeremy Swayman                               |

| Canadian Division | Canadian Division                           |
| ----------------- | ------------------------------------------- |
| Angriff:          | Kalle Kossila – Jegor Sokolow – Nathan Todd |
| Verteidigung:     | Otto Leskinen – Connor Mackey               |
| Tor:              | Cayden Primeau                              |

| North Division | North Division                                     |
| -------------- | -------------------------------------------------- |
| Angriff:       | Boris Katchouk – Connor McMichael – Taylor Raddysh |
| Verteidigung:  | Oskari Laaksonen – Cameron Schilling               |
| Tor:           | Zane McIntyre                                      |

| Central Division | Central Division                              |
| ---------------- | --------------------------------------------- |
| Angriff:         | Riley Barber – Riley Damiani – Adam Mascherin |
| Verteidigung:    | Calen Addison – Cody Franson                  |
| Tor:             | Beck Warm                                     |

| Pacific Division | Pacific Division                                |
| ---------------- | ----------------------------------------------- |
| Angriff:         | Cooper Marody – Andrew Poturalski – T. J. Tynan |
| Verteidigung:    | Josh Mahura – Ryan Murphy                       |
| Tor:             | Logan Thompson                                  |

| All-Rookie Team | All-Rookie Team                                  |
| --------------- | ------------------------------------------------ |
| Angriff:        | Riley Damiani – Connor McMichael – Phil Tomasino |
| Verteidigung:   | Calen Addison – Max Gildon                       |
| Tor:            | Logan Thompson                                   |